# 클러리사 천
클러리사 쿄코 메이 링 천(영어: Clarissa Kyoko Mei Ling Chun, 1981년 8월 27일~)은 미국의 전직 레슬링 선수이다. 2012년 하계 올림픽에서 여자 자유형 플라이급 동메달을 획득했고 세계 레슬링 선수권 대회에서 금메달 1개, 팬아메리칸 게임에서 금메달 1개를 획득했다.